# Abierto de Australia 1979
Lista de los campeones del Abierto de Australia de 1979:

## Individual masculino
Guillermo Vilas (ARG) d. John Sadri (USA), 7–6, 6–3, 6–2

## Individual femenino
Barbara Jordan (USA) d. Sharon Walsh (USA), 6–3, 6–3

## Dobles masculino
Peter McNamara/Paul McNamee (AUS)

## Dobles femenino
Judy Connor Chaloner (NZL)/Diane Evers Brown (AUS)
| Predecesor: 1978                           | Abierto de Australia 1979 | Sucesor: 1980                         |
| Predecesor: Abierto de Estados Unidos 1979 | Grand Slam 1979           | Sucesor: Torneo de Roland Garros 1980 |

- Datos: Q781805